# De Spaanjerd
De Spaanjerd is een jachthaven, een hotel-restaurant en een watersportcentrum in Ophoven. De jachthaven staat in verbinding met de door de grindwinning ontstane Maasplassen, en met de Maas. De Spaanjerd is gelegen aan Maasstraat 84.
Oorspronkelijk lag hier een schippersherberg, die bekendstond als Het Wit Paard, Spaenjaert of De Spaanjerd. Deze stond vermeld op de Ferrariskaart, als Cabaret Cheval Blanc en werd in 1753 voor het eerst vermeld. In de 19e eeuw werd het aangeduid als Het wit Peerd Cabaret of Wit Paard Ferme. Vanaf 1861 vertrok van hier een veerdienst naar de rechter Maasoever. Ook was het een aanlegplaats voor de veerdienst Luik-Roermond.
Het 18e-eeuwse bouwwerk werd verwoest in 1944 en in 1946 weer herbouwd.
Achter het gebouw mondt de Lossing uit in de Maas.